# Dąbie (województwo podkarpackie)
Dąbie – wieś w Polsce położona w województwie podkarpackim, w powiecie mieleckim, w gminie Radomyśl Wielki.
W latach 1975–1998 miejscowość administracyjnie należała do województwa tarnowskiego.
We wsi znajduje się kaplica pod wezwaniem Podwyższenia Krzyża Świętego podlegająca parafii św. Stanisława Biskupa Męczennika w Zasowie. W miejscowości znajduje się szkoła podstawowa.